# Empis lamellimmanis
Empis lamellimmanis är en tvåvingeart som beskrevs av Christophe Daugeron 1999. Empis lamellimmanis ingår i släktet Empis och familjen dansflugor.
Artens utbredningsområde är Grekland. Inga underarter finns listade i Catalogue of Life.